# Berlei
Berlei grundades 1917 i Sydney i Australien. Företaget, som ursprungligen var en korsettfabrik, öppnade sin första framgångsrika filial i London, där man specialiserade sig på välgjorda, sofistikerade behåar och gördlar.
Idag är Berlei berömt för sina utmärkta sportkläder, till exempel den klassiska behån Shock Absorber.